# Étude en la bémol majeur (Roger-Ducasse)
L'Étude en La majeur est une étude pour piano seul de Jean Roger-Ducasse, composée en 1916, pendant la Première Guerre mondiale. 
La première audition de cette pièce d'une très grande virtuosité, dédiée à Francis Planté « aux doigts merveilleux », a lieu le 7 mai 1917 au cours d'un concert de la SMI à la salle Gaveau, interprétée par Marguerite Long.

## Composition
Roger-Ducasse entreprend la composition de deux Études pour piano seul en 1916, pendant la Première Guerre mondiale. Le compositeur, mobilisé le 10 octobre 1914, est « rendu à la vie civile et rapidement réformé ».
Or, dès le début du conflit, le capitaine Joseph de Marliave, époux de la pianiste Marguerite Long, est mort au combat à Senon le 24 août 1914. Celle-ci sombre alors dans la dépression et Roger-Ducasse, avec d'autres amis proches comme Debussy, tente de la réconforter. Dans ses souvenirs, elle confie que, « pour la forcer à retravailler », Roger-Ducasse compose « à son intention Deux Études très difficiles » qu'elle accepte de présenter en concert à la SMI.

## Création
Les deux Études, en la  majeur et en sixtes, sont créées par Marguerite Long, le 7 mai 1917, et saluées par Debussy avec enthousiasme : « J'ai entendu vos Études, si difficiles, pour lesquelles les doigts de Marguerite Long se sont multipliés ! »
L’Étude en la  majeur est dédiée à Francis Planté « aux doigts merveilleux ». Marguerite Long était déjà la dédicataire du Quatuor avec piano de Roger-Ducasse.

## Analyse
L'œuvre pour piano de Roger-Ducasse est l'une des plus difficiles de tout le répertoire. L'Étude en la  majeur est d'une virtuosité redoutable — « diabolique », pour Guy Sacre, qui se demande « ce qu'ont pu en tirer les « doigts merveilleux » du dédicataire. Il n'y a sans doute pas moyen de jouer d'un bout à l'autre, de jouer réellement, sans tricher, les quatorze pages de cette étude vouée principalement aux tierces, mais en somme à toutes les variétés de doubles notes (et, pour finir, aux accords !)  ».
La partition est en la bémol majeur, une tonalité fréquente dans l'œuvre du compositeur. La durée d'exécution est d'environ 9 h 30.
Marguerite Long considère « cette musique d'un très grand musicien, difficile, austère peut-être pour le public non initié (c'est pour cela qu'on ne la joue pas) ».

## Discographie
- Roger-Ducasse : The complete piano Works, Martin Jones (2015, Nimbus Records NI 5927)
- Roger-Ducasse : Piano Works, Joel Hastings (2017, Grand Piano GP724)
- Roger-Ducasse : Piano Works, Patrick Hemmerlé (2019, Melism MLS-CD 013)

### Ouvrages généraux
- Claude Debussy, Correspondance, 1872-1918, Paris, Gallimard, 2005, 2352 p. (ISBN 2-07-077255-1) éditée sous la direction de François Lesure et Didier Herlin
- Guy Sacre, La musique pour piano : dictionnaire des compositeurs et des œuvres, vol. II (J-Z), Paris, Robert Laffont, coll. « Bouquins », 1998, 2998 p. (ISBN 978-2-221-08566-0), p. 2299-2309

### Monographies
- Laurent Ceillier, Roger-Ducasse : Le musicien, l'œuvre, Paris, Éditions Durand, 1920, 87 p. (lire en ligne)
- Jacques Depaulis, Roger-Ducasse, Anglet, Séguier, coll. « Carré Musique », 2001, 154 p. (ISBN 2-84049-252-0)
- Marguerite Long, Au piano avec Claude Debussy, Paris, Gérard Billaudot, 1960, 169 p.